# Международная бизнес-школа Йёнчёпинга
Международная бизнес-школа Йёнчёпинга (англ. Jönköping International Business School; сокр. JIBS) — бизнес-школа в городе Йёнчёпинг на юге Швеции, является частью Йёнчёпингского университета. Школа специализируется на предпринимательстве и бизнес-администрировании.
Международная бизнес-школа Йёнчёпинга аккредитована EQUIS и AACSB в 2015 году и является членом Европейского института перспективных исследований в области менеджмента и PRME, сетью международных бизнес-школ и университетов финансируемых ООН.
Имеет партнерские связи со 180 университетами-партнерами из 45 стран и является самой международной — чуть менее половины студентов и треть сотрудников приехали из других стран.

## История
Бизнес-школа является частью Университета Йёнчёпинга. Первый набор студентов состоялся осенью 1994 года на четырехлетнюю программу делового администрирования (с возможностью завершения учебы через три года). В настоящее время школа предлагает степени бакалавра, магистра и доктора в области делового администрирования, экономики, информатики, статистики и коммерческого права.
В 2015 году школа стала первой бизнес-школой в Швеции, аккредитованной как европейским EQUIS, так и американским AACSB.
Международная бизнес-школа Йёнчёпинга имеет уникальную форму организации в виде компании с ограниченной ответственностью, принадлежащей Фонду университета Йёнчёпинга.

## Образовательные программы

### Бакалавриат
- Бакалаврские программы на английском языке:[2]
  - Международная экономика
  - Международный менеджмент
  - Управление продажами
  - Устойчивое развитие предпринимательства
- Бакалаврские программы на шведском языке:
  - Программа делового администрирования

### Магистратура
- Управление проектированием
- Международный финансовый анализ
- Международный маркетинг
- Международная логистика и управление цепочками поставок
- Управление в глобальном контексте
- Стратегическое предпринимательство
- Экономический анализ
- ИТ, менеджмент и инновации
- Цифровой бизнес

## Международные связи
Международная школа бизнеса Йёнчёпинга стремится к отправке и приему студентов, преподавателей и исследователей со всего мира. Более четырех из пяти студентов (85 %) некоторых программ едут за границу на один семестр в один из 180 университетов-партнеров по всему миру. Ежегодно в школу приезжают около 350 студентов по обмену и около 300 шведских студентов выезжают за границу. Примерно каждый третий студент и сотрудник имеет родной язык, отличный от шведского, и иностранные студенты учатся на шведском языке.